# Tanaecia pulasara
Tanaecia pulasara är en fjärilsart som beskrevs av Moore 1857. Tanaecia pulasara ingår i släktet Tanaecia och familjen praktfjärilar. Inga underarter finns listade i Catalogue of Life.